# Покровська церква (Стара Прилука)
Покровська церква у селі Стара Прилука — православий храм та пам'ятка архітектури.
Побудована більше 100 років тому (станом на 2019 рік), розташована в центрі села Стара Прилука Турбівської громади Вінницької області неподалік від Палацу Мерінга. Кошти на будівництво були зібрані силами сільських жителів та місцевого підприємця, власника цегельного заводу — Сергія Мерінга. Про це свідчать написи на пам'ятній табличці, вмурованій у сходи храму. Цікаво, що церкву іноді називають Преображенською і приписують їй більш більший вік — за деякими даними, її побудували в 1819 році.
Будував церкву німецький архітектор.
1 січня 2023 року відбулося перше Богослужіння Православної церкви України. Указом митрополита Симеона від 27.12.2022 настоятелем храму призначений протоієрей Володимир Олексійович Слободонюк.

## Галерея

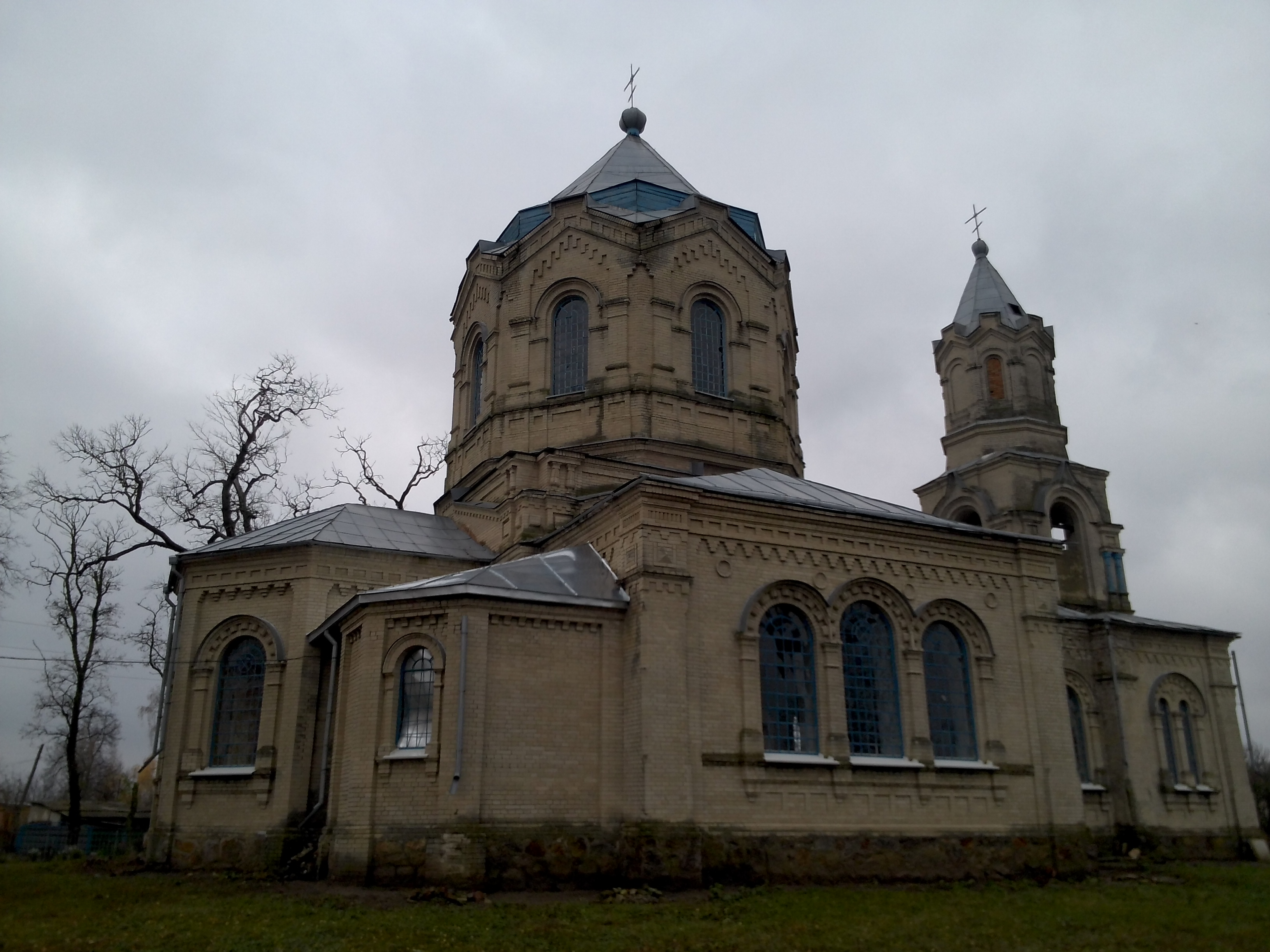
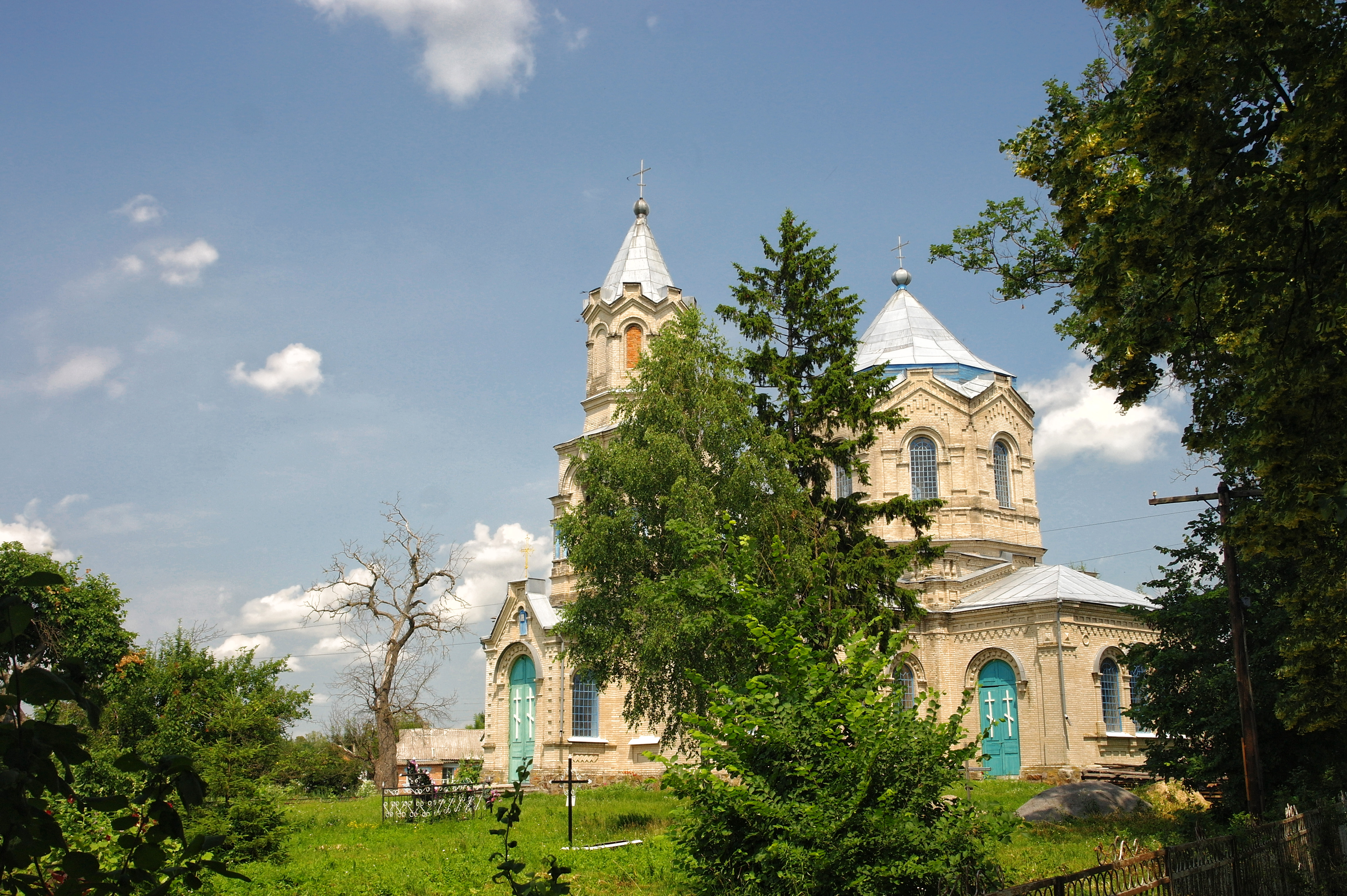
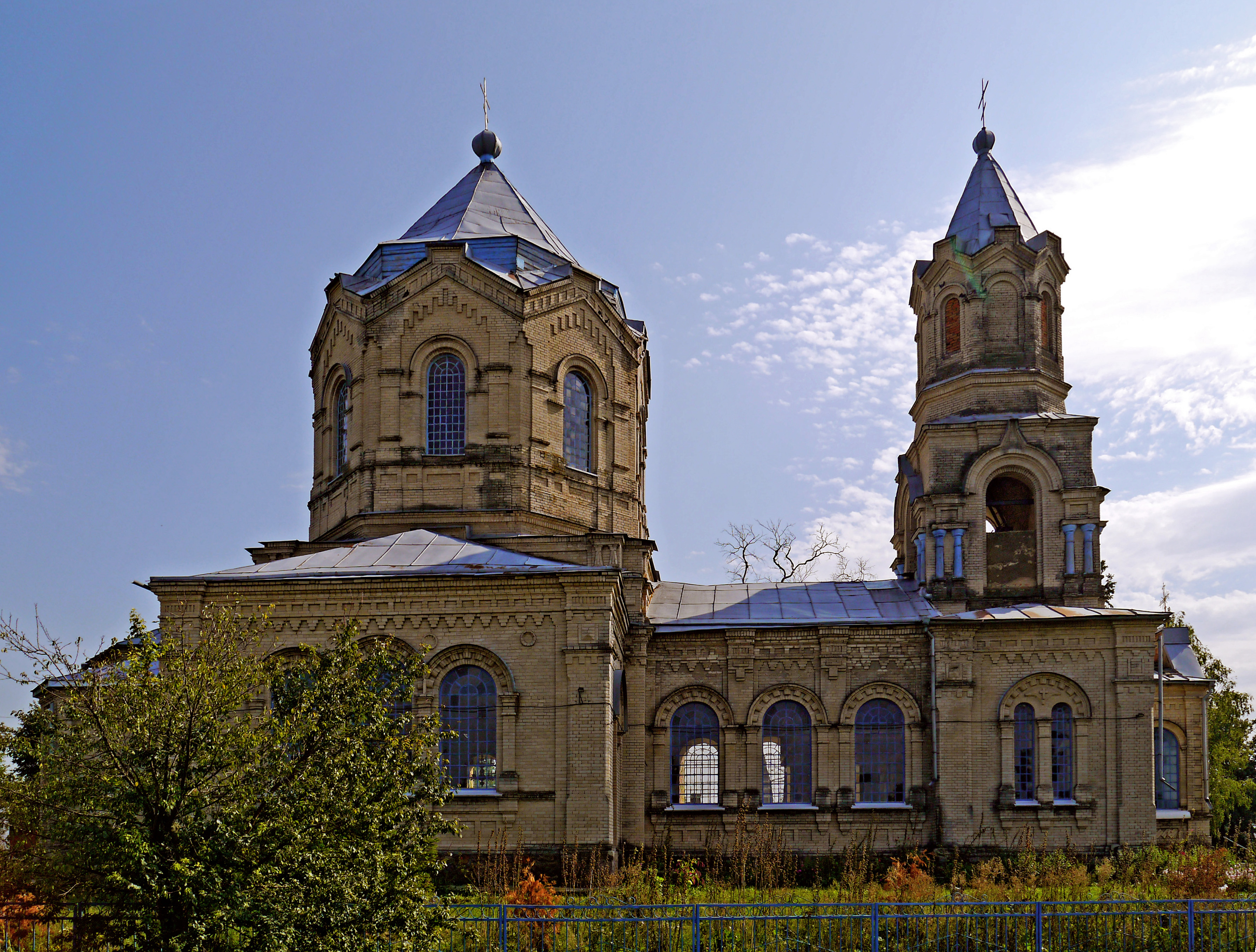
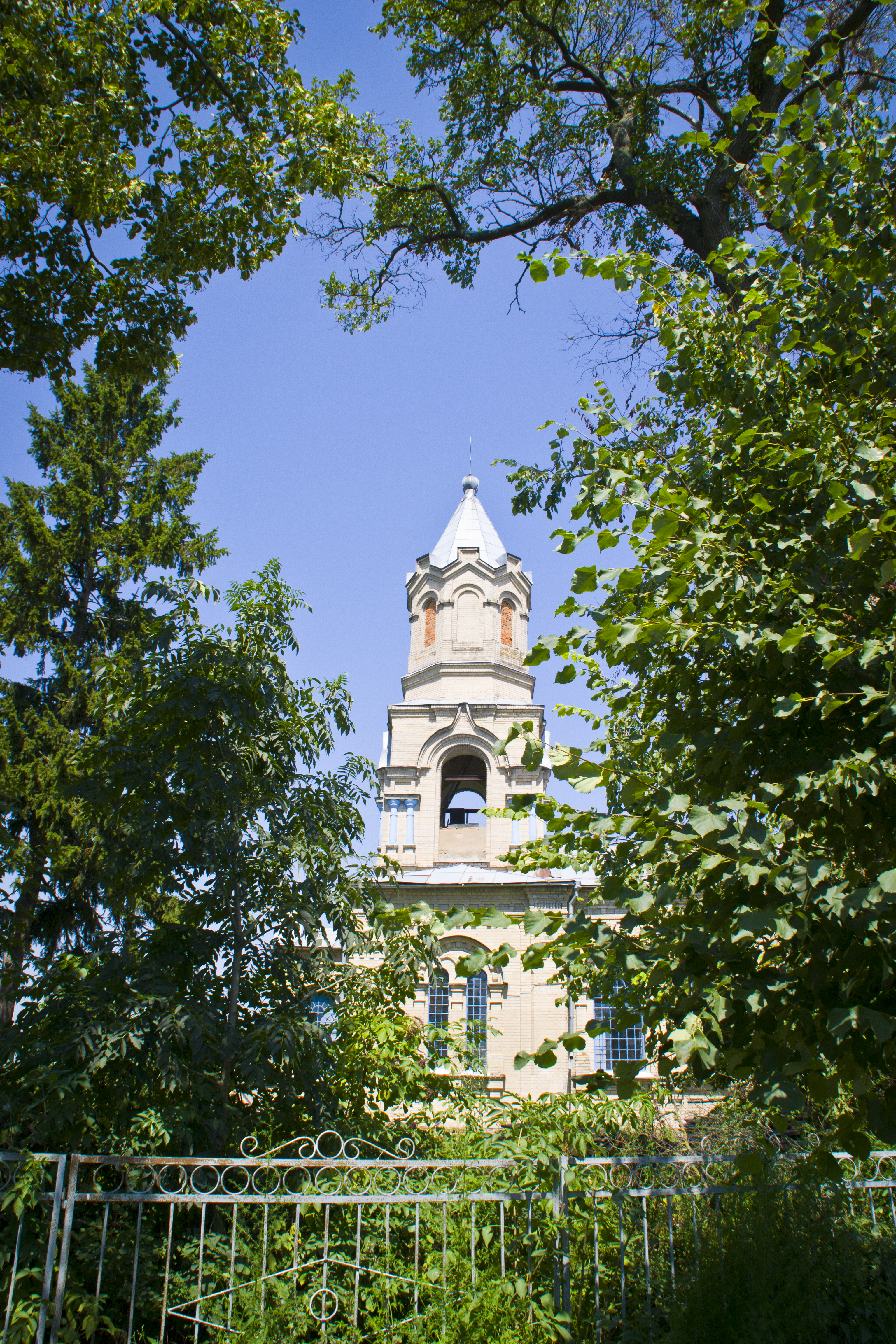
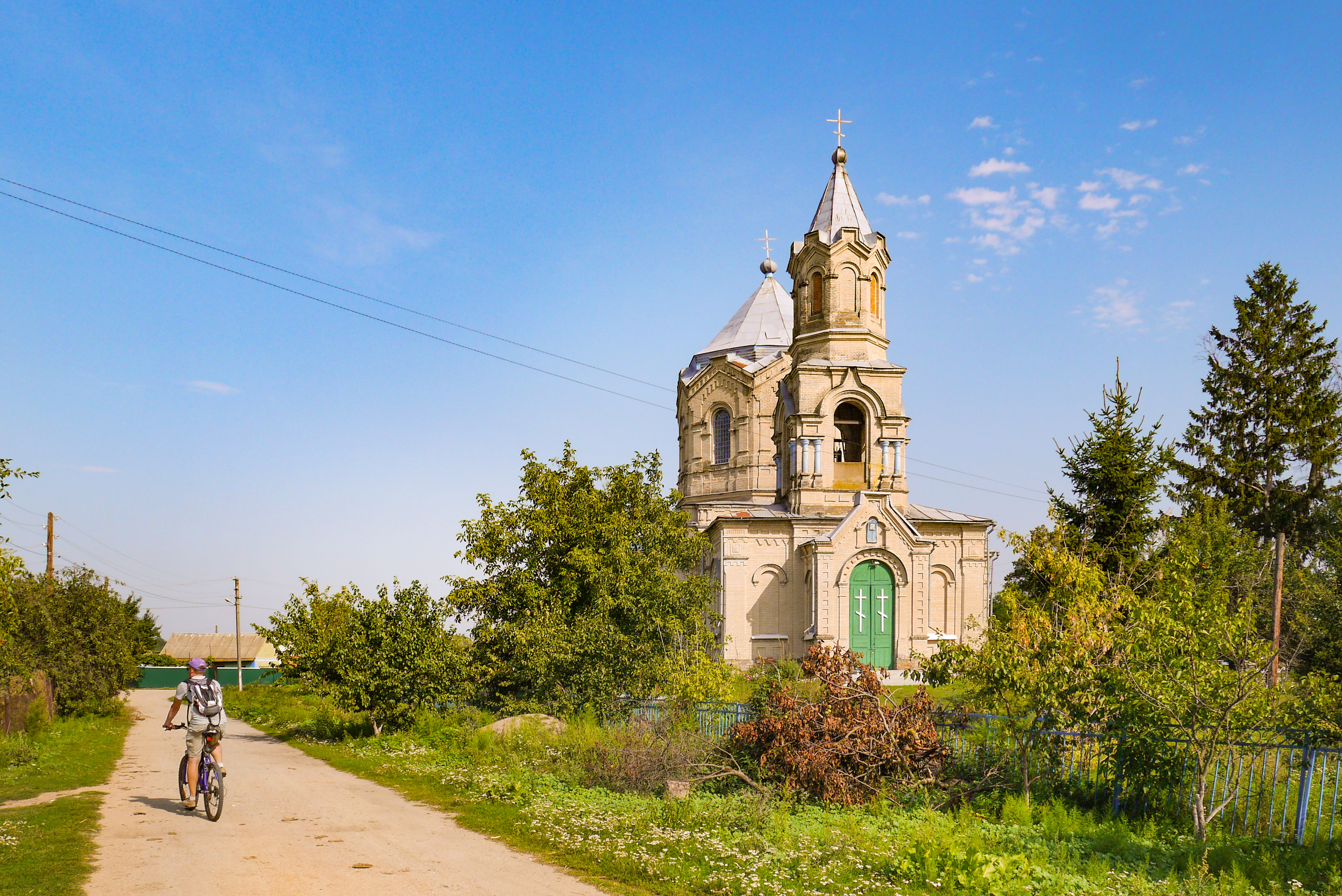
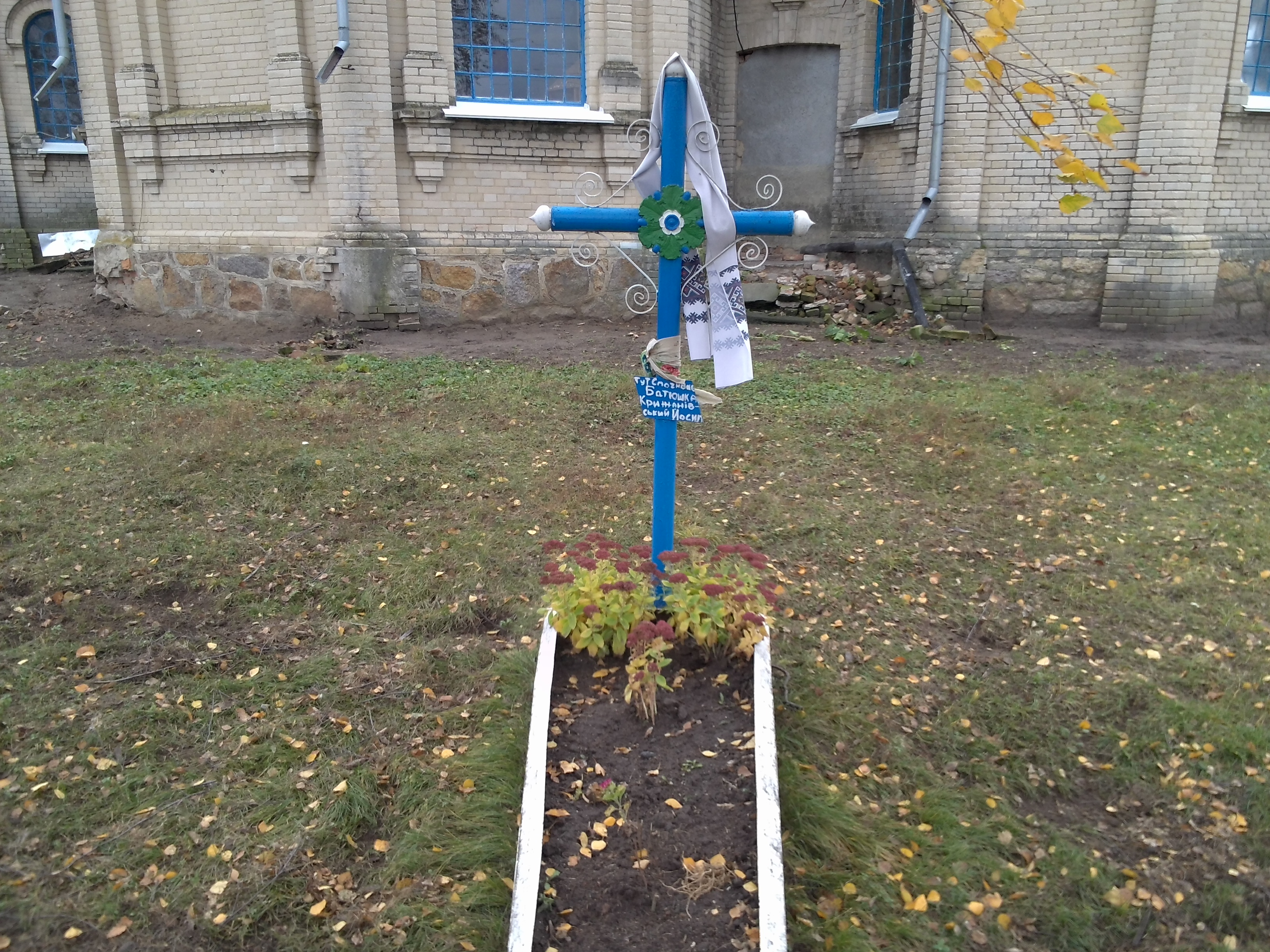
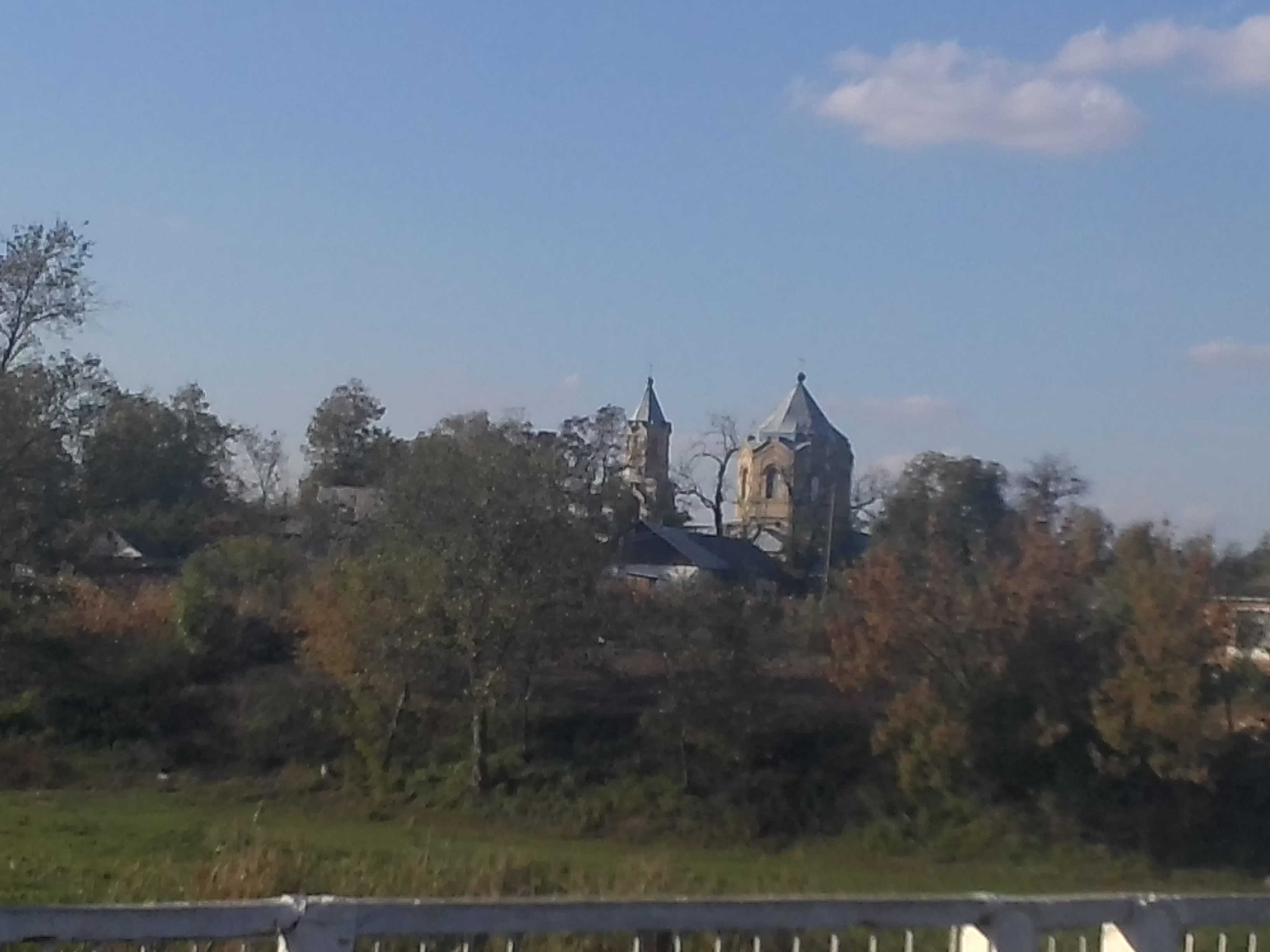
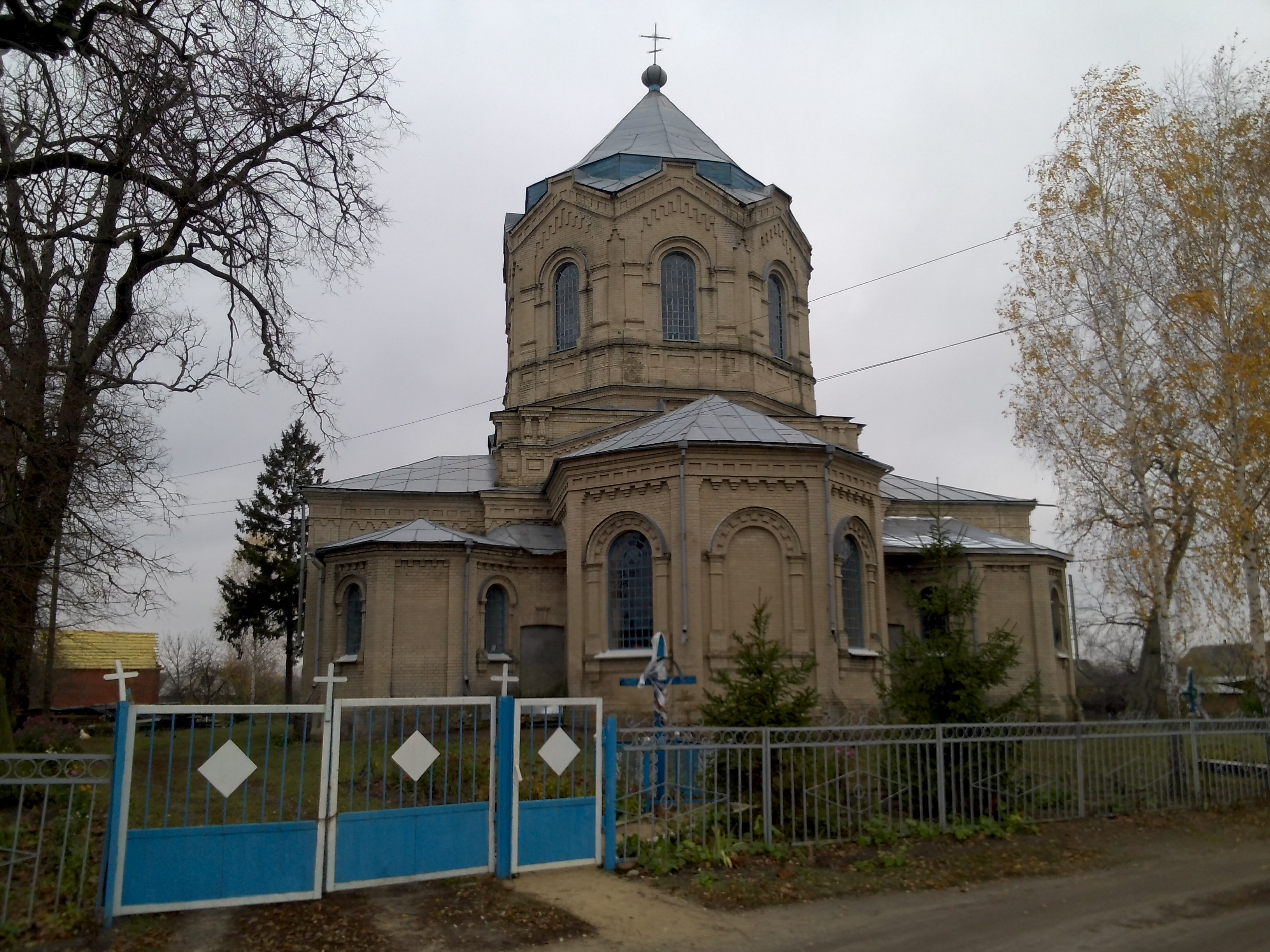
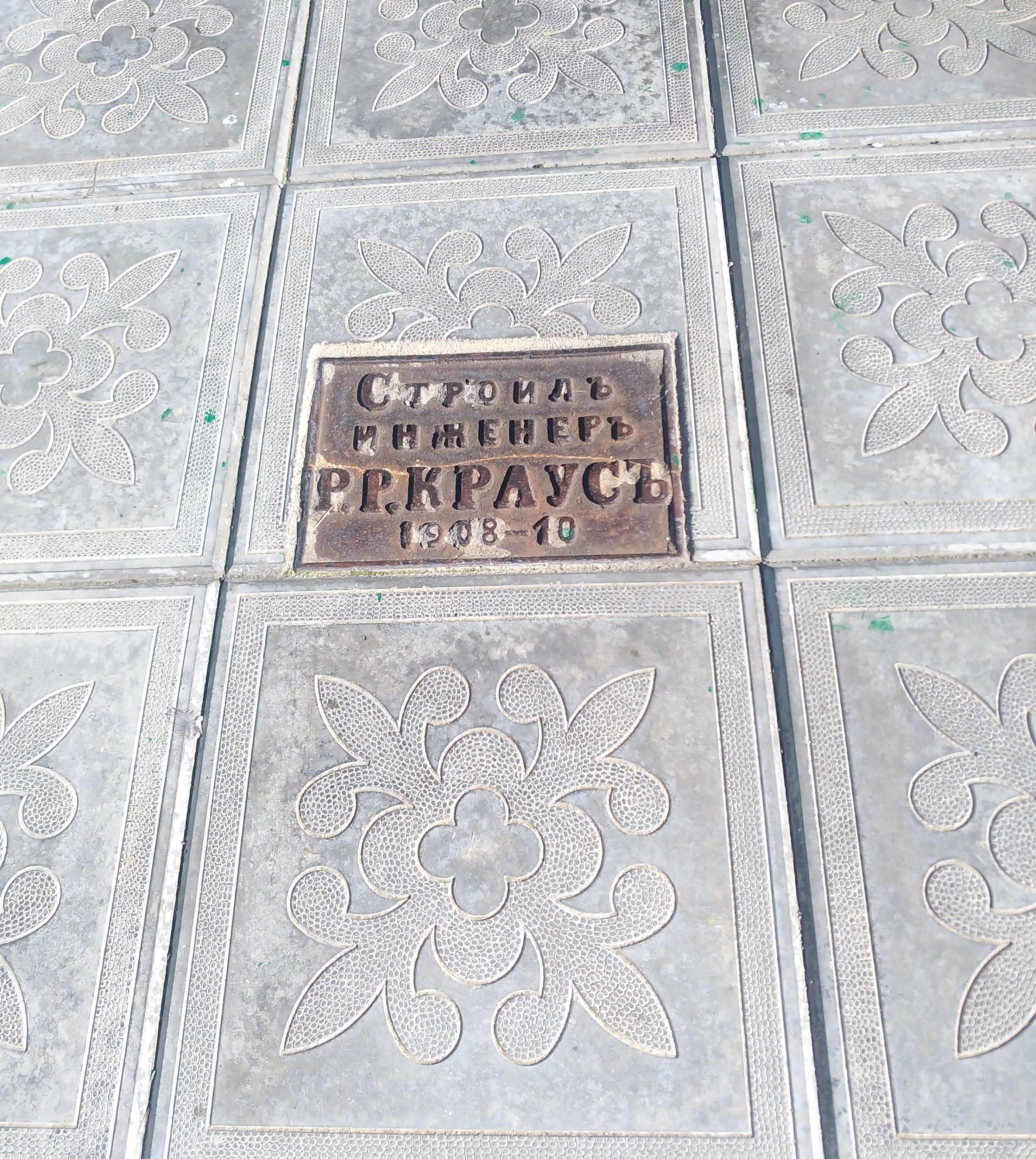
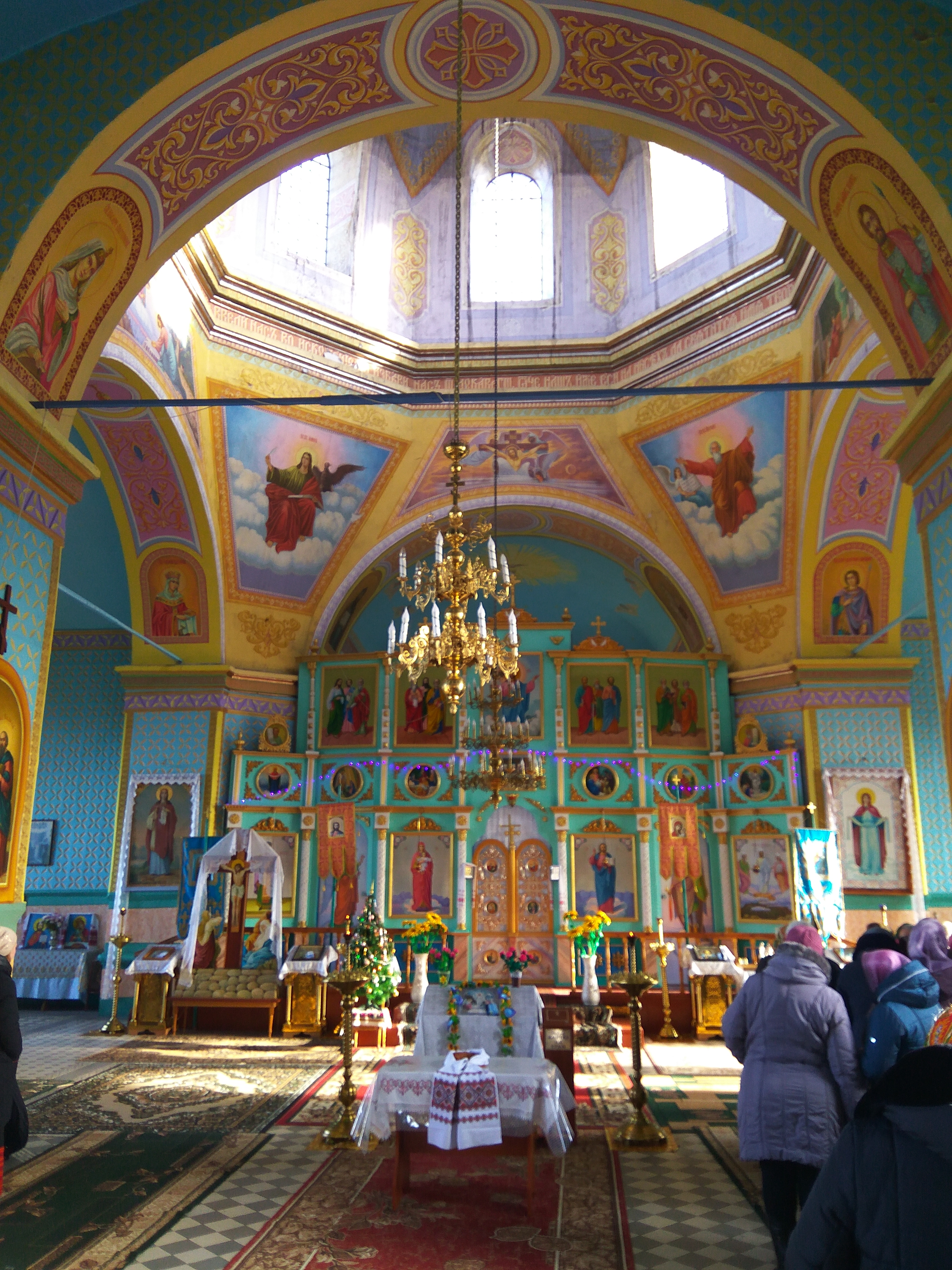
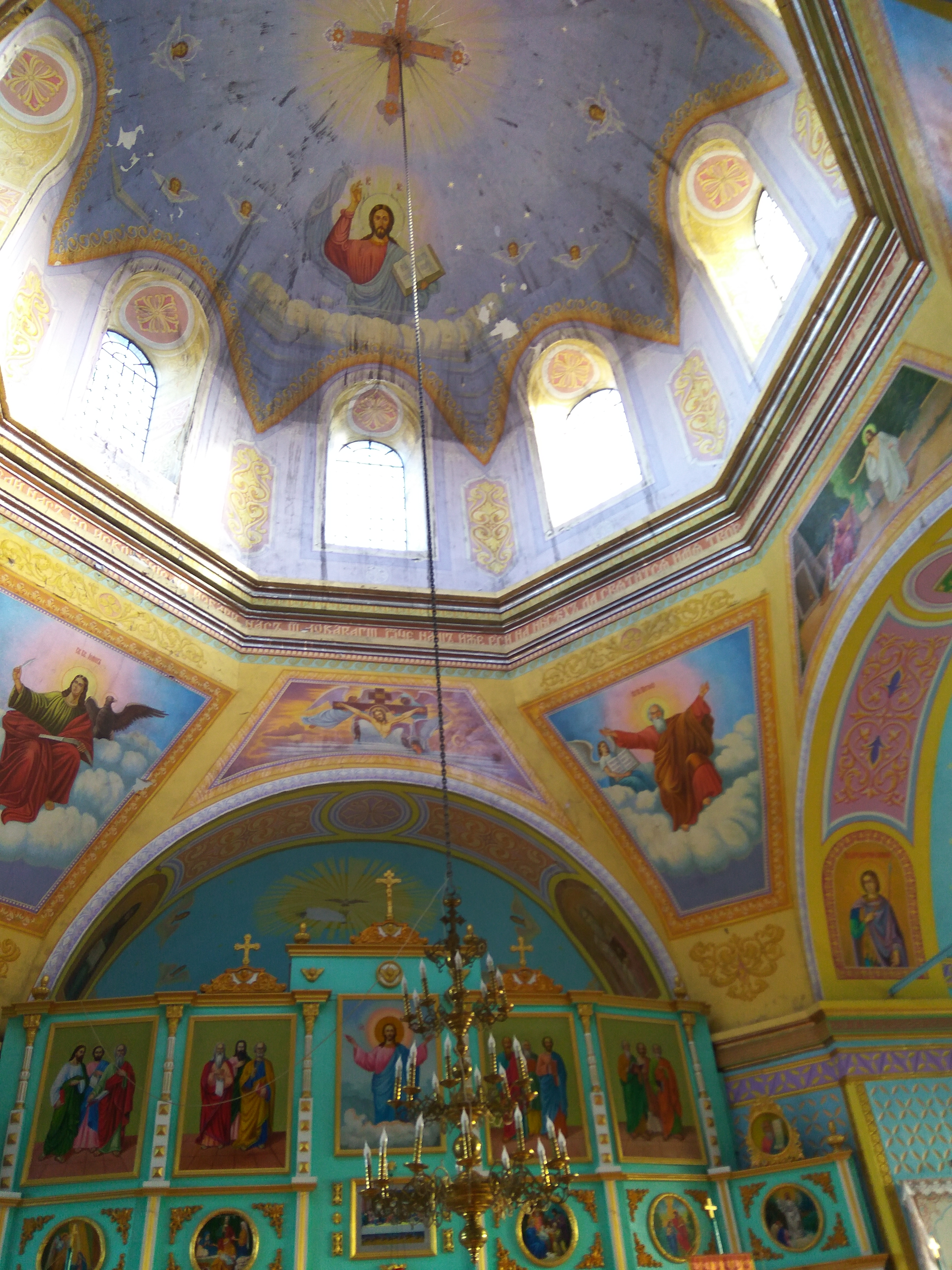
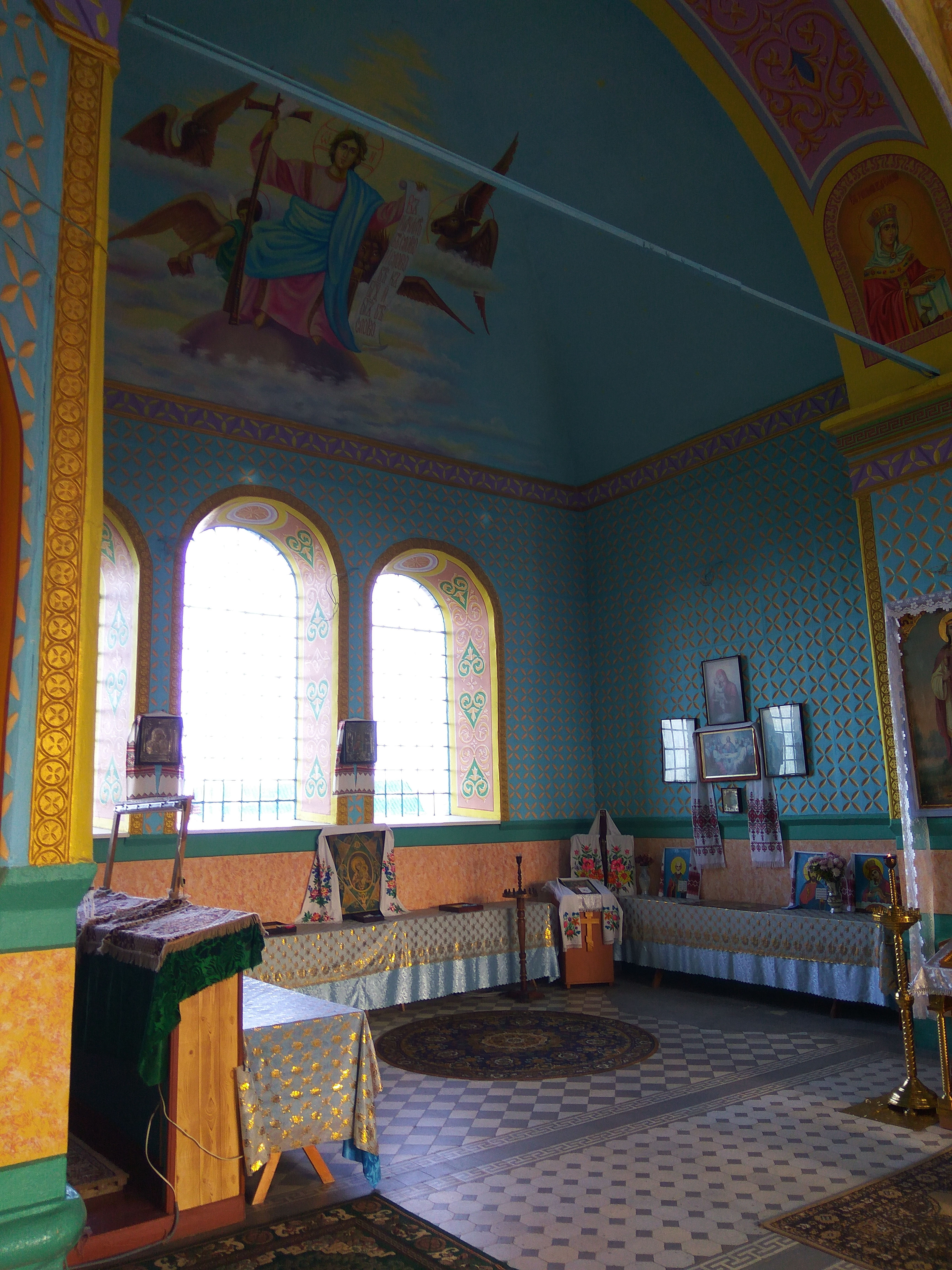
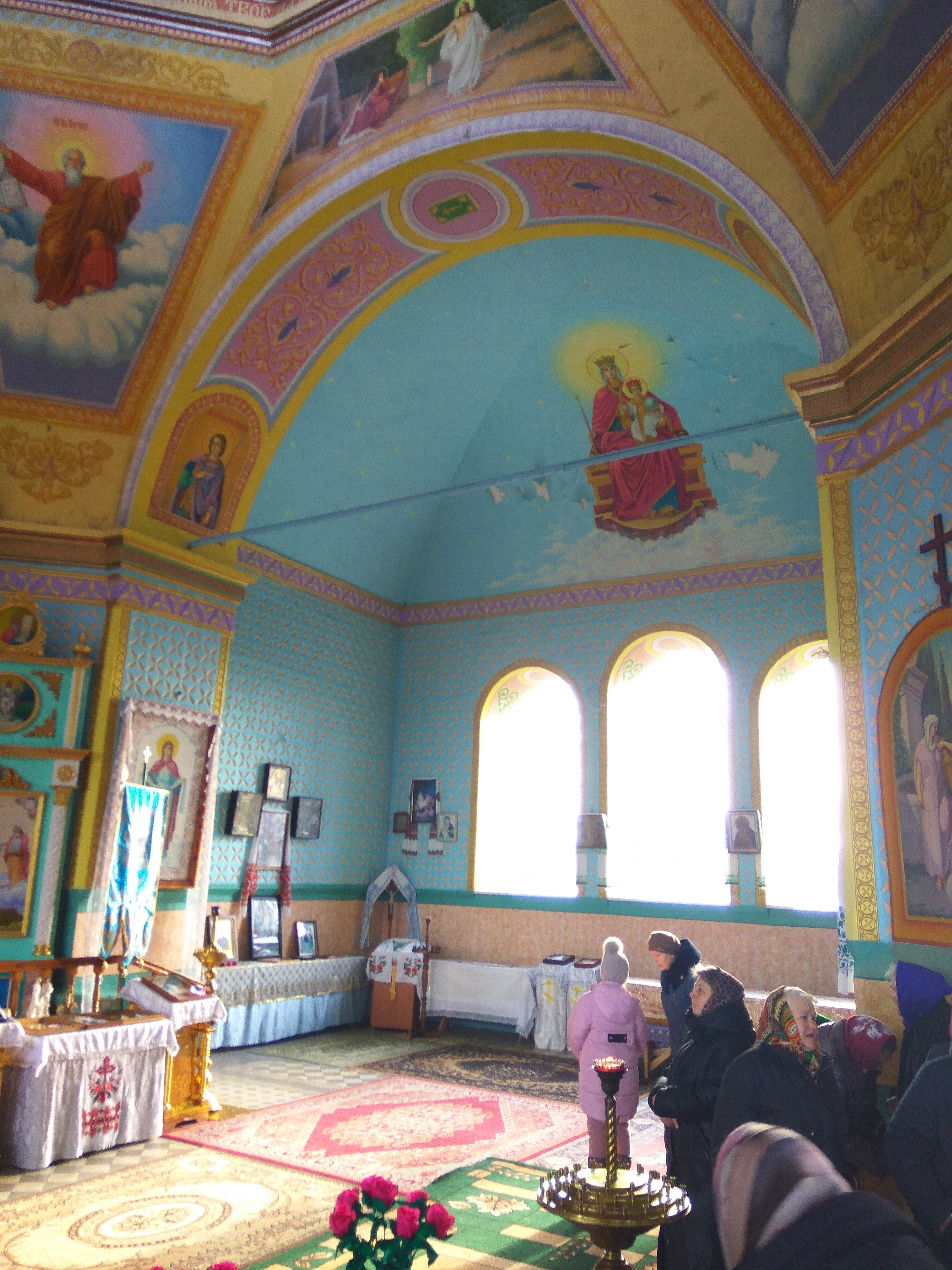
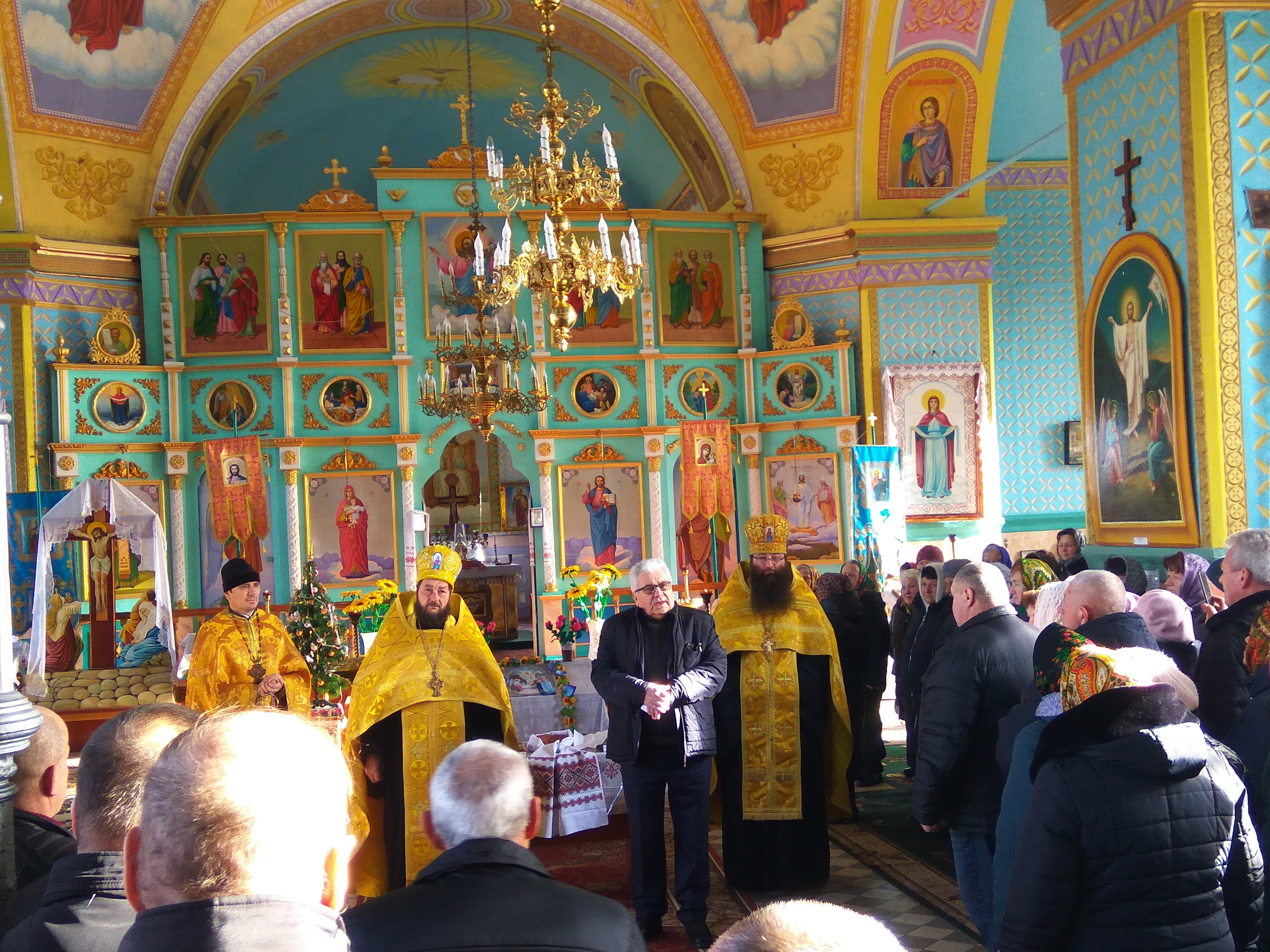